# Národní archeologické muzeum (Neapol)
Národní archeologické muzeum v Neapoli (italsky :Museo Archeologico Nazionale di Napoli, někdy zkráceně MANN ) je významné italské archeologické muzeum, v němž se nacházejí antické památky řecké, římské a dále exponáty z doby renesance. Jsou zde kromě jiného vystaveny římské artefakty z blízkých Pompejí, Stabií a Herculanea. Dříve se muzeum jmenovalo Real Museo Borbonico („Královské Bourbon Museum“).

## Historie
Budova muzea byla postavena jako jezdecká kasárna v roce 1585. V letech 1616 až 1777 byla sídlem Neapolské univerzity. Počátky muzea spadají do roku 1777, kdy Fedinand I. Neapolsko- Sicilský, poté co přestěhoval univerzitu do bývalého kláštera, se rozhodl do uvolněných prostor přestěhovat dvě samostatné královské sbírky. Jednu obsahující obrazy a starožitnosti zděděné Karlem III. Španělským po jeho matce Alžběte Parmské z rodu Farnese, druhou z královského paláce v Portici, kde byly shromážděny nálezy z vykopávek z Herculanea a Pompejí. Když se Ferdinand I. po napoleonských válkách vrátil zpět do Neapole, oficiálně rozhodl v roce 1816 o zřízení muzeua pojmenovaného Real Museo Borbonico („Královské Bourbon Museum". Ferdinand I pocházel z dobu Bourbonů)). Po sjednocení Itálie v roce 1860 se muzeum stalo majetkem státu a bylo přejmenováno na Národní muzeum.

## Sbírky
Muzeum prezentuje rozsáhlé sbírky řeckých a římských památek. Základem muzejních sbírek byla sbírka významného italského šlechtického rodu Farnese, která obsahovala kolekci gem z 15. století, shromážděných Cosimem Medicejským a Lorenzem I. Medicejským, dále kolekci mramorových soch. Jedinečná je sbírka papyrů z Herculanea, zuhelnatělých při erupci Vesuvu a nalezených po roce 1752 ve Vile papyrů.

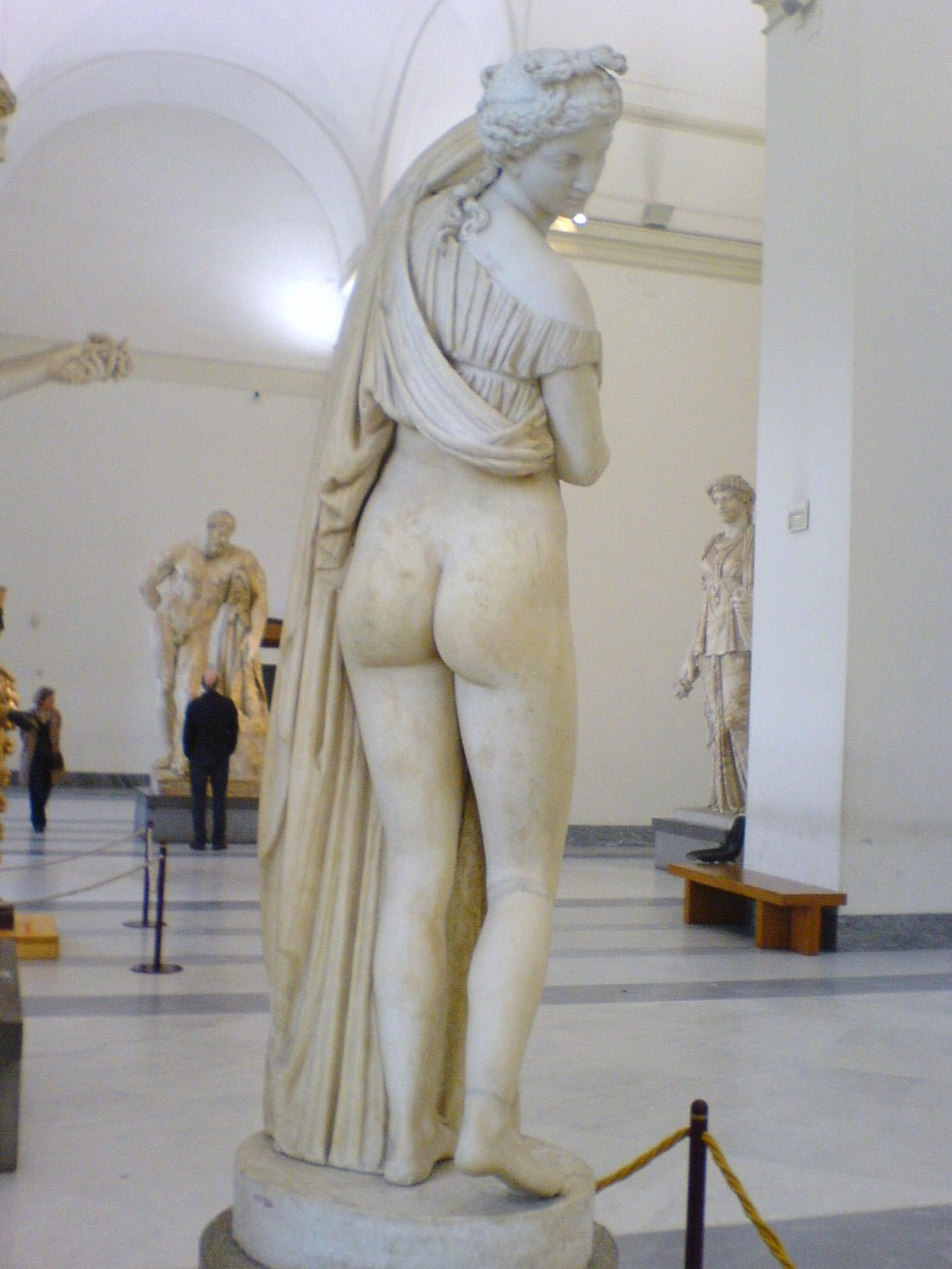
Afrodita Kallipygos

### Mramorové sochy
Převážná část sbírky sochařských děl pochází ze sbírky rodu Farnese, proto i některé sochy mají v názvu jméno Farnese. Význam sbírky ještě umocňuje skutečnost, že obsahuje římské kopie ztracených děl řeckých sochařů, jako byli Calamis, Kritios a Nesiotes a tyto kopie jsou tak dochovanými pozůstatky jejich umění
- Farnesův Hercules, socha Herkula, vysoká 3,17m,  vytvořená v roce 216 sochařem Glokonem. Jedná se o kopií řecké sochy ze 4. století př. n. l., vytvořené sochařem Lysipposem. Socha byla nalezena v roce 1546 v Caracallových lázních
- Farnesův Atlas, římská mramorová socha z 2. století je nejstarším dochovaným vyobrazením mytologického Atlase a nejstarší zobrazení hvězdné oblohy. Obraz oblohy zřejmě vychází z Hipparchova hvězdném katalogu
- Farnsův býk, římská kopie řecké sochy, inspirované bájí o Dirké, je obecně považována za největší samostatnou sochu, která se z antiky dochovala .
- Sousoší Harmodios a Aristogeiton, římská kopie bronzového díla, které kdysi stálo na Agoře v Athénách
- Afrodita Kallipygos, římská mramorová socha z 1. století, považovaná za kopii originálu z roku kolem 300 př. n. l. Socha byla nalezena v Římě v 16. století, chyběla jí hlava, která byla po nálezu doplněna.
- Farnese Artemis, opět římská kopie řeckého originálu
- sbírka bust římských císařů
- soubor římských soch (opět hlavně kopie řeckých originálů), které, (podobně jako Herkules), kdysi stály v Caracallových lázních v Římě.

### Bronzové sochy z Vily papyrů
V muzeu je umístěna  sbírka starořímských bronzových soch  z Vily papyrů, například Sedící Hermes, Opilý Satyr, busty, mezi kterými je busta Thespis, busty považované za Seneku nebo Hesioda

### Mozaiky

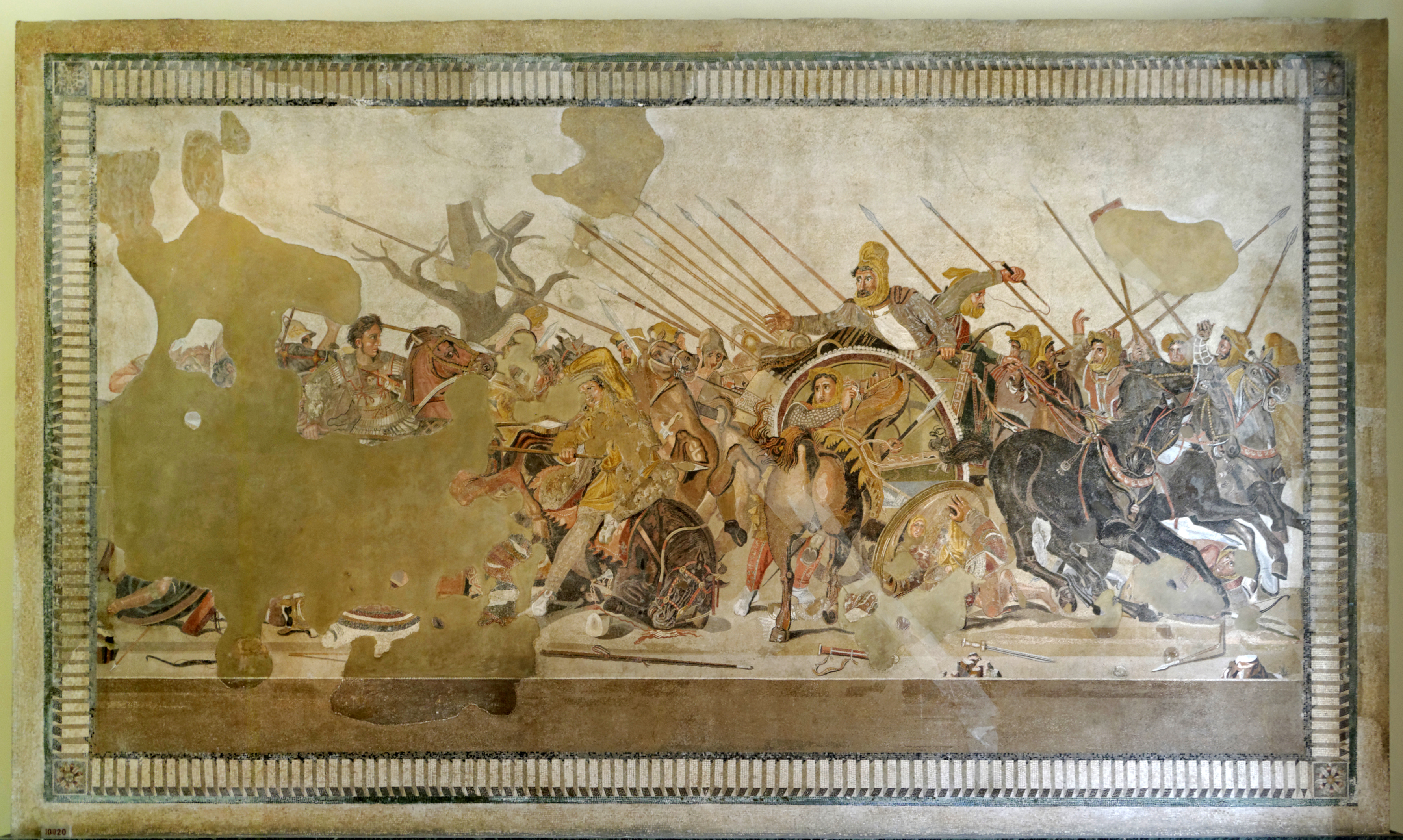
Bitva Alexandra Velikého s Dareiem III

Sbírka mozaik v muzeu obsahuje exponáty získané z ruin Pompejí a dalších vesuvských měst. Je zde k vidění Alexanderova mozaika, pocházející přibližně z roku 100 před naším letopočtem, původně z Faunova domu v Pompejích. Zobrazuje bitvu mezi armádami Alexandra Velikého a perského Dareia III. Další mozaika z Pompejí zobrazuje gladiátorského bojovníka.

### Egyptské sbírky
Muzeum s 2 500 předměty představuje po Turinu, Florencii a Bologni jednu z největších sbírek egyptských artefaktů v Itálii. Skládá se převážně z předmětů ze dvou soukromých sbírek, které shromáždil kardinál Stefano Borgia ve druhé polovině 18. století a sběratel Giuseppe Picchianti v prvních letech 19. století. Expozice zahrnuje také egyptské a „pseudoegyptské“ předměty nalezené v Pompejích a dalších kampanských lokalitách. Sbírka dokumentuje egyptskou civilizaci od Staré říše (2700–2200 př. n. l.) až po dobu ptolemaisko-římskou.

### Tajný kabinet
Tajný kabinet je název dříve soukromých místností, ve kterých se nachází poměrně rozsáhlá sbírka erotických nebo sexuálních předmětů, většinou pocházejících z vykopávek z Pompejí a Herculanea. Přístup byl v průběhu staletí různě regulován až zakazován, od dubna 2000 je expozice volně přístupná veřejnosti. Návštěvníci mladší 14 let mohou expozici prohlédnout pouze s dospělou osobou.

## Galerie

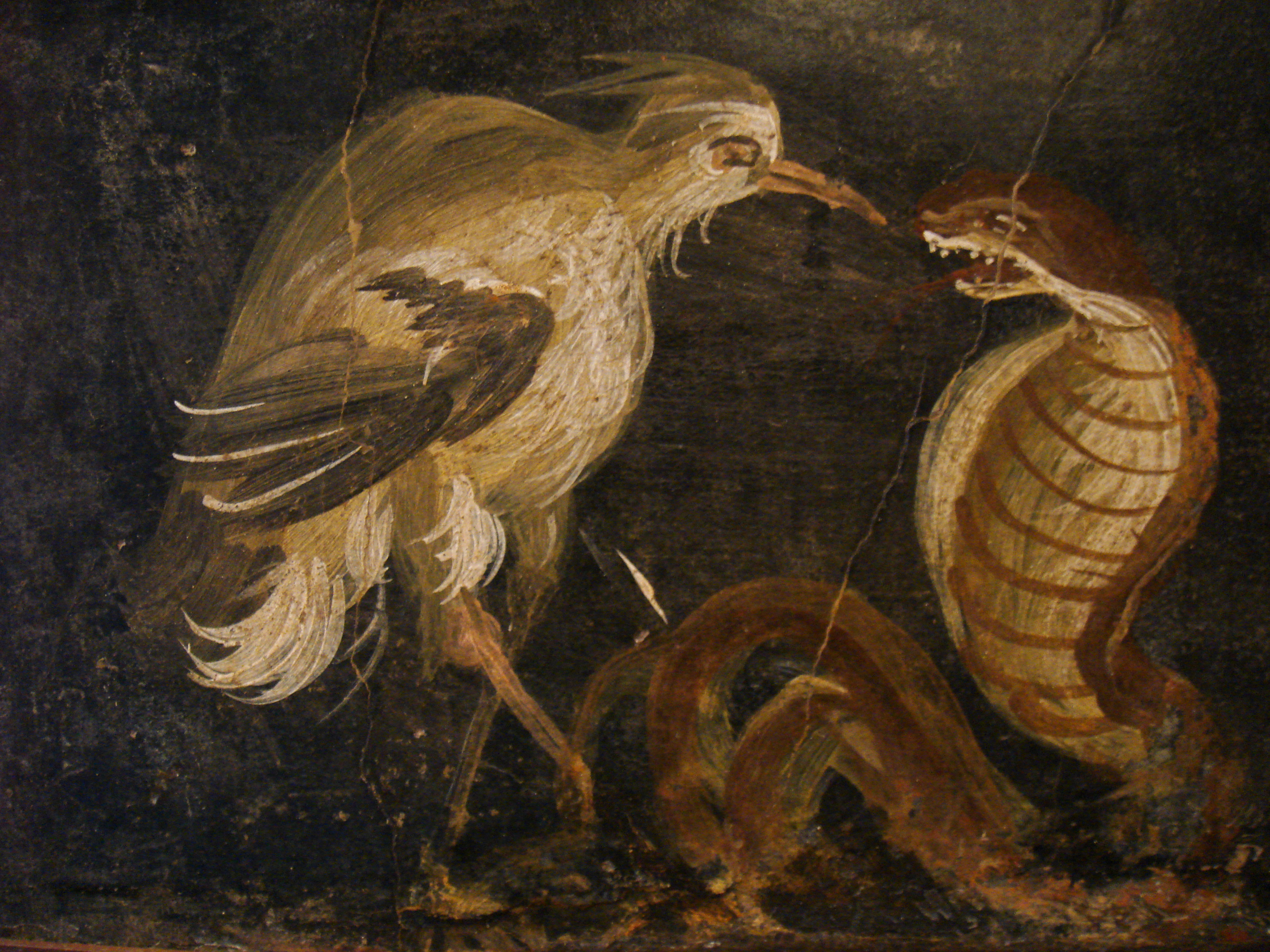
Volavka a kobra. Římská freska z domu Epigrames v Pompejích (45 -79)
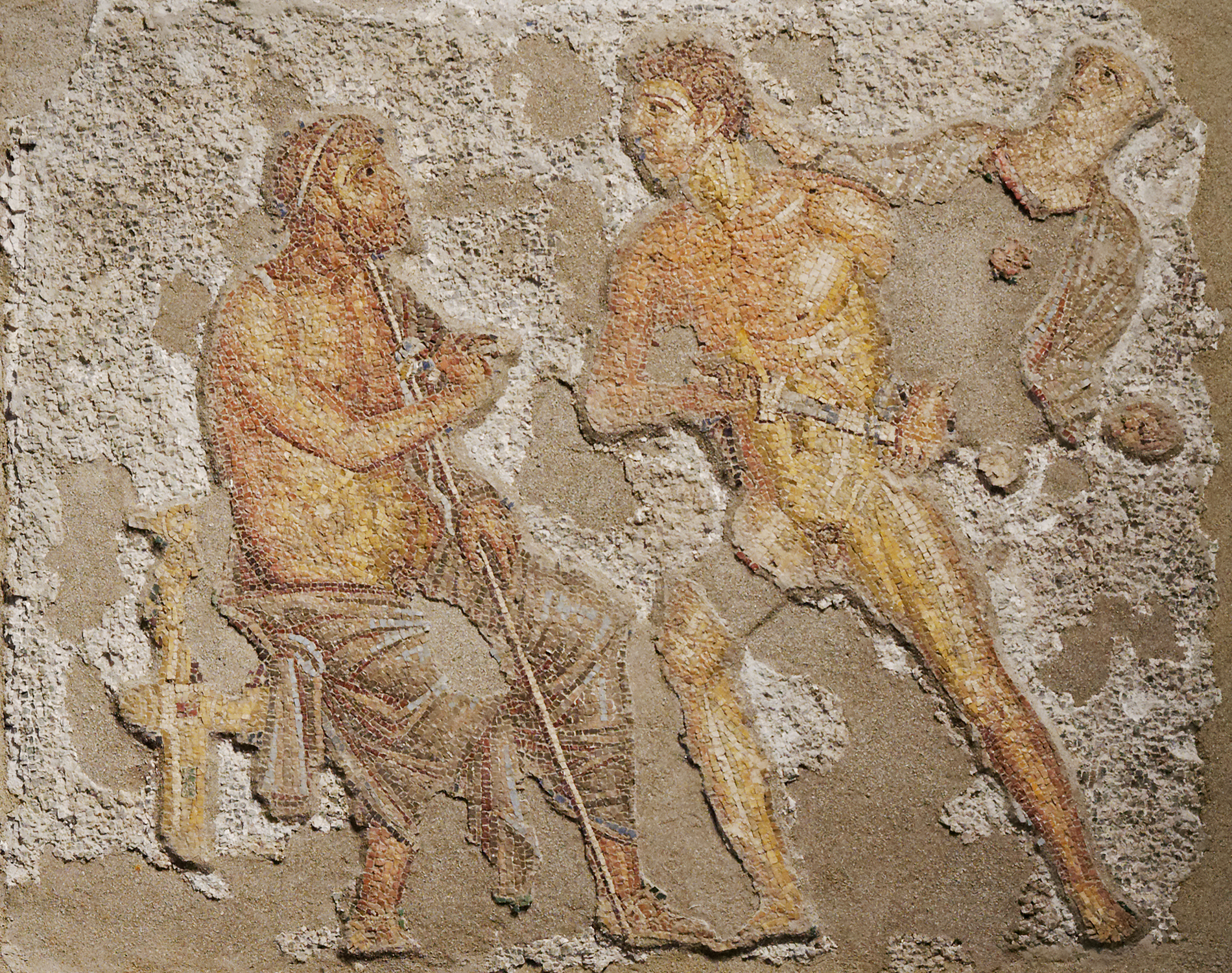
Achilles a Agamemnón,scéna z Ilias, římská mozaika
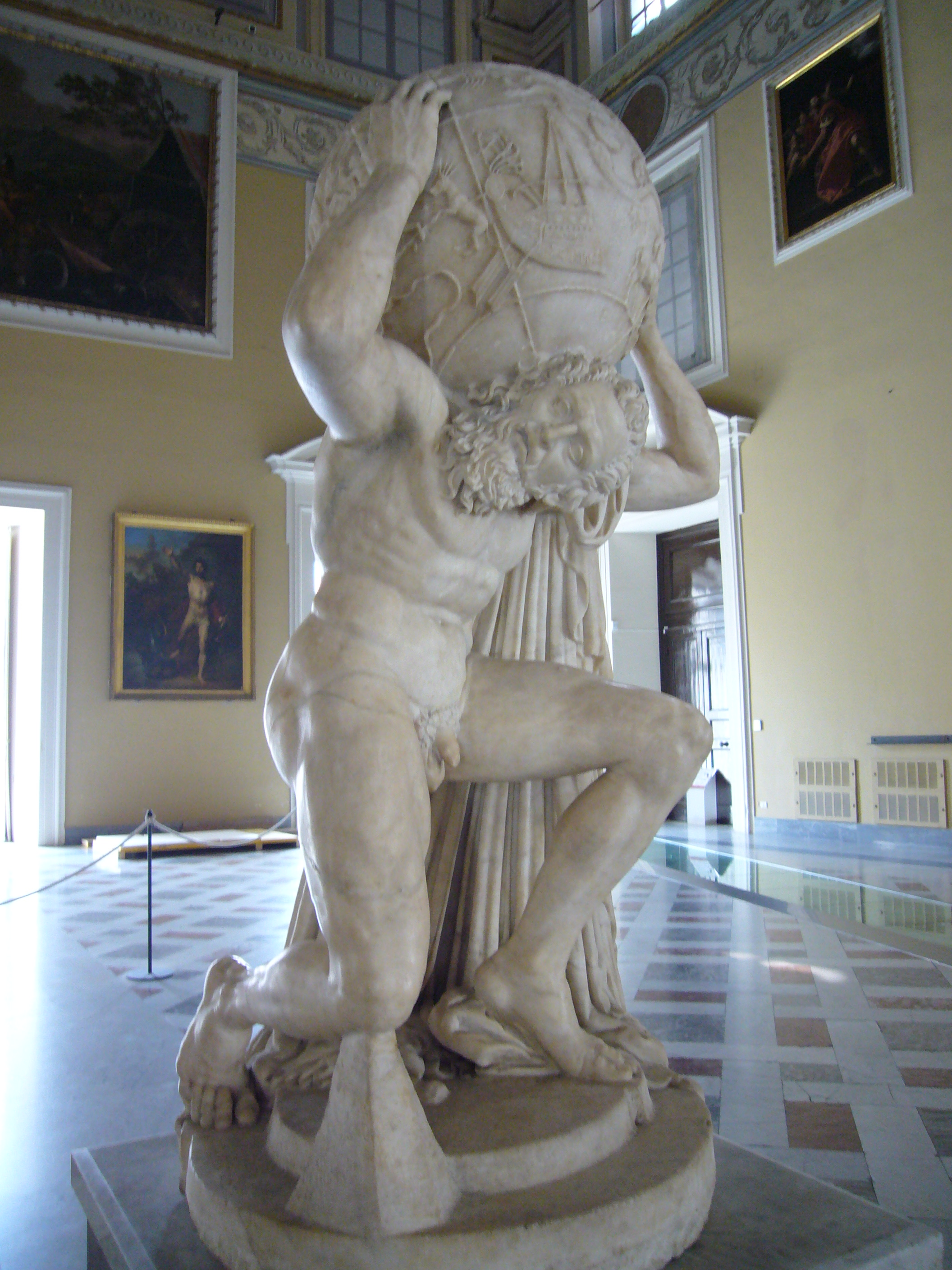
Farnese Atlas
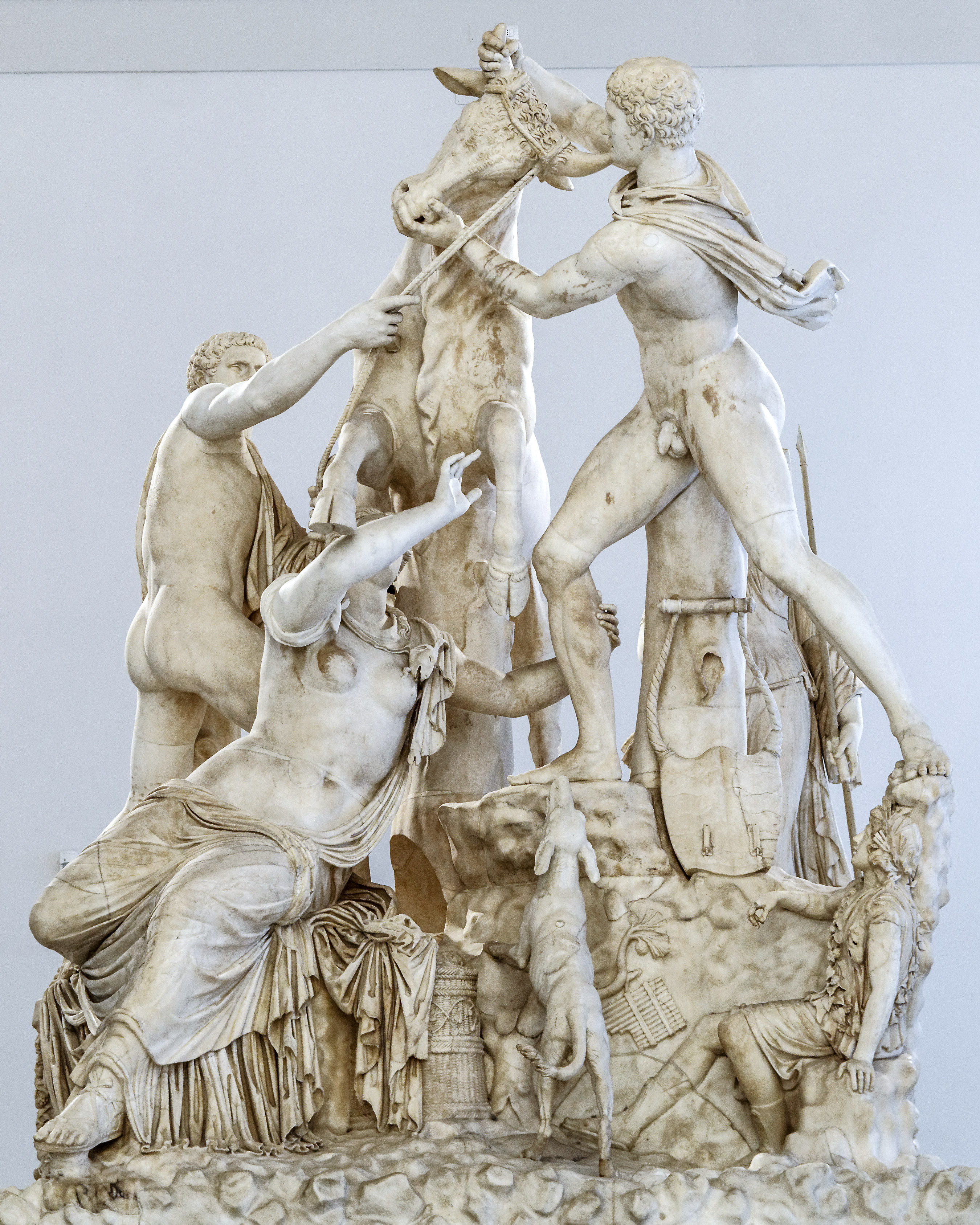
Farnese býk
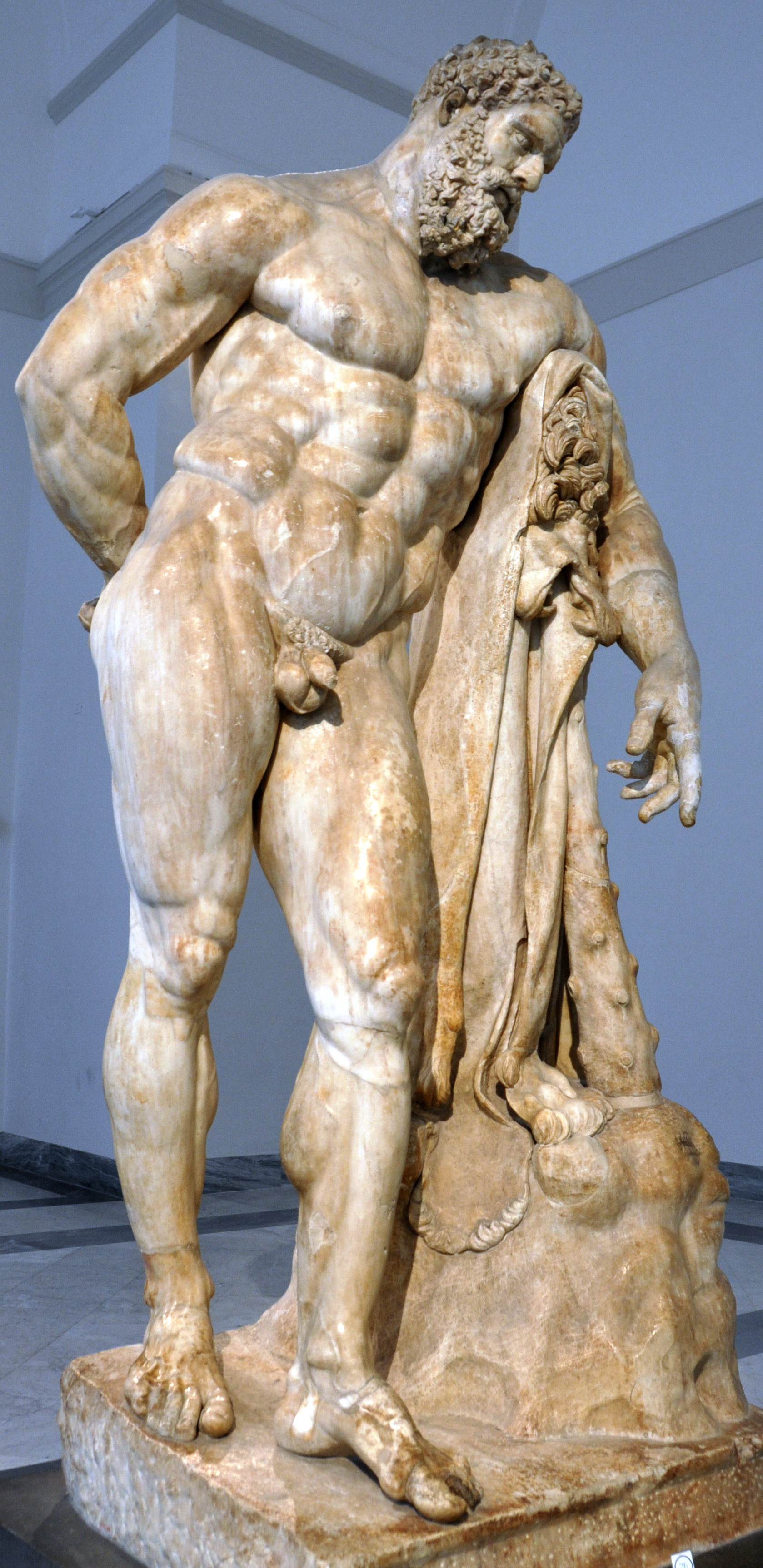
Farnese Herkules